# Villány
Villány [ˈvilːaːɲ] (deutsch Wieland) ist eine Kleinstadt im Komitat Baranya im Süden Ungarns. Nach ihr ist das Villány-Gebirge und eine bekannte Weinbau-Region (Villány) benannt. Über ein Fünftel der Bewohner zählen zur Volksgruppe der Ungarndeutschen.

## Geschichte
Villány war schon in der vorgeschichtlichen Zeit Siedlungsgebiet. Die Steinwerkzeugfunde und die Tongefäßreste in dem Steinbruch auf dem „Templom-hegy“ (Kirchberg) über dem Stadt, bzw. Gegenstände aus der Bronzezeit – Keilhacken, Lanzenspitzen usw. zeugen von einer entwickelten Kultur.
Das letzte Volk der Urzeit, das sich im Villányer Weinbaugebiet niedergelassen hat, waren die Kelten. Einzeln gefundene Weintraubenkerne aus anderen Teilen des Landes ließen darauf schließen, dass die Kelten im Karpatenbecken schon Wein angebaut haben. So geht der Ursprung des Weinbaus auch in Villány vermutlich auf die Kelten zurück, nachweisbar ist er aber ab der Römerzeit. Tatsache ist, dass die Entwicklung der Weinbaugebiete in Baranya (Branau) unter der Römerherrschaft begann. Entlang der Donau verlief im 4. Jahrhundert der pannonische Limes und die damit verbundenen römischen Besiedlungen haben bis heute Spuren hinterlassen. Unterhalb des Berges Szársomlyó wurden Ruinen einer römischen Villa mit Bodenheizung und Schwimmbecken und Mosaiken gefunden. Außerdem ein Altarstein laut dessen Inschrift der Gutsherr etwa 50 Hektar Wein gepflanzt hatte.
In der wechselvollen Geschichte des Dorfes war der Weinanbau immer der Mittelpunkt des wirtschaftlichen Lebens geblieben. Unter Herrschaft des osmanischen Reiches (ab ca. 1526) beweisen die Steuerlisten der Türken sowie andere Schriften, dass der Weinanbau einen wichtigen Stellenwert besaß. Während der Befreiungsschlachten nach der türkischen Besatzung war Villany verwüstet. Erste Neusiedler waren ab 1690 Serben. Ab ca. 1730 siedelten sich verstärkt Deutsche an, da die Ansiedlung staatlich gefördert wurde. Die Donauschwaben brachten neue Rebsorten nach Ungarn mit (z. B. Blauer Portugieser) und erarbeiteten sich einigen Wohlstand.
1946, nach dem Zweiten Weltkrieg, wurden viele Deutsche aus Ungarn vertrieben. Das geschah, anders als im Sudetenland oder in Jugoslawien, zumeist ohne Gewaltanwendung. Viele Denkmäler in der Umgebung erinnern an diese Zeit.
Die „Stadt der Trauben und Weine“ ist ein Bahnknotenpunkt und bietet zahlreiche Sehenswürdigkeiten.
Villány und viele andere Orte und Städte in den Siedlungsgebieten der Donauschwaben weisen heute zweisprachige Ortstafeln auf, manche auch dreisprachige (zusätzlich Kroatisch oder Serbisch).
Der Wein aus Villány und Umgebung hat sich auch außerhalb Ungarns einen guten Ruf erworben. Vor allem Budapester Weinkenner jedoch sind bereit, Höchstpreise für Weine aus den Spitzenweingütern aus Villány zu zahlen. An der Weinstraße Villány-Siklós befinden sich unzählige Weinkeller. Im Gegensatz zum benachbarten Weißweinort Siklós, ist Villány wegen seiner Rotweine berühmt, die dem Ort den Spitznamen „Bordeaux des Ostens“ eingebracht haben.
In der Nähe des Ortes befindet sich im südwestlichen Teil der Gemarkung, an dem kegelförmigen Berg Szársomlyó, ein Skulpturenpark, der durch ein Bildhauersymposion Villány im Jahre 1968 entstand.

## Städtepartnerschaften
Villany unterhält eine Städtepartnerschaft mit der deutschen Gemeinde Eislingen/Fils im Osten Baden-Württembergs, unweit der Landeshauptstadt Stuttgart. Sie besteht seit Mitte der 1980er Jahre und war eine der ersten Partnerschaften einer Baden-Württembergischen Stadt in Ungarn.
Im Jahr 1990 kamen Kontakte zwischen der Rotweinregion Villány (Wieland) bestehend aus den Gemeinden Villány, Villánykövesd, Ivánbattyán, Márok und Palkonya und der Schilcherregion Stainz, St. Stefan, Georgsberg, Greisdorf und Gundersdorf zustande. Nach gegenseitigen Besuchen in den folgenden Jahren wurde 1995 in Villany und 1996 in Stainz eine offizielle Partnerschaftsurkunde unterzeichnet. Ziele der Partnerschaft sind die gegenseitige freundschaftliche Beziehung, die Förderung des Zusammenlebens der Menschen in Freiheit und die Stärkung des europäischen Zusammengehörigkeitsgefühls.
- Eislingen/Fils, Deutschland
- Stainz, Österreich
- Sankt Stefan ob Stainz, Österreich
- Vețca, Rumänien
- Zamárdi, Ungarn